# (4318) Baťa
(4318) Baťa est un astéroïde de la ceinture principale.

## Description
(4318) Baťa est un astéroïde de la ceinture principale. Il fut découvert le 21 février 1980 à l'Observatoire Kleť par Zdeňka Vávrová. Il présente une orbite caractérisée par un demi-grand axe de 3,22 UA, une excentricité de 0,10 et une inclinaison de 9,5° par rapport à l'écliptique.

## Compléments